# USA:s historia 1914–1945
Denna artikel behandlar USA:s historia under perioden från 1914, då första världskriget började, till 1945, då andra världskriget slutade.
1920-talet präglades av högkonjunkturen under det glada 1920-talet, men också av förbudstiden och gangsterkriget, innan den stora depressionen slog igenom. Sluta av perioden innebar också att USA etablerades som den främsta supermakten i världen.

## Politisk utveckling 1914–1917

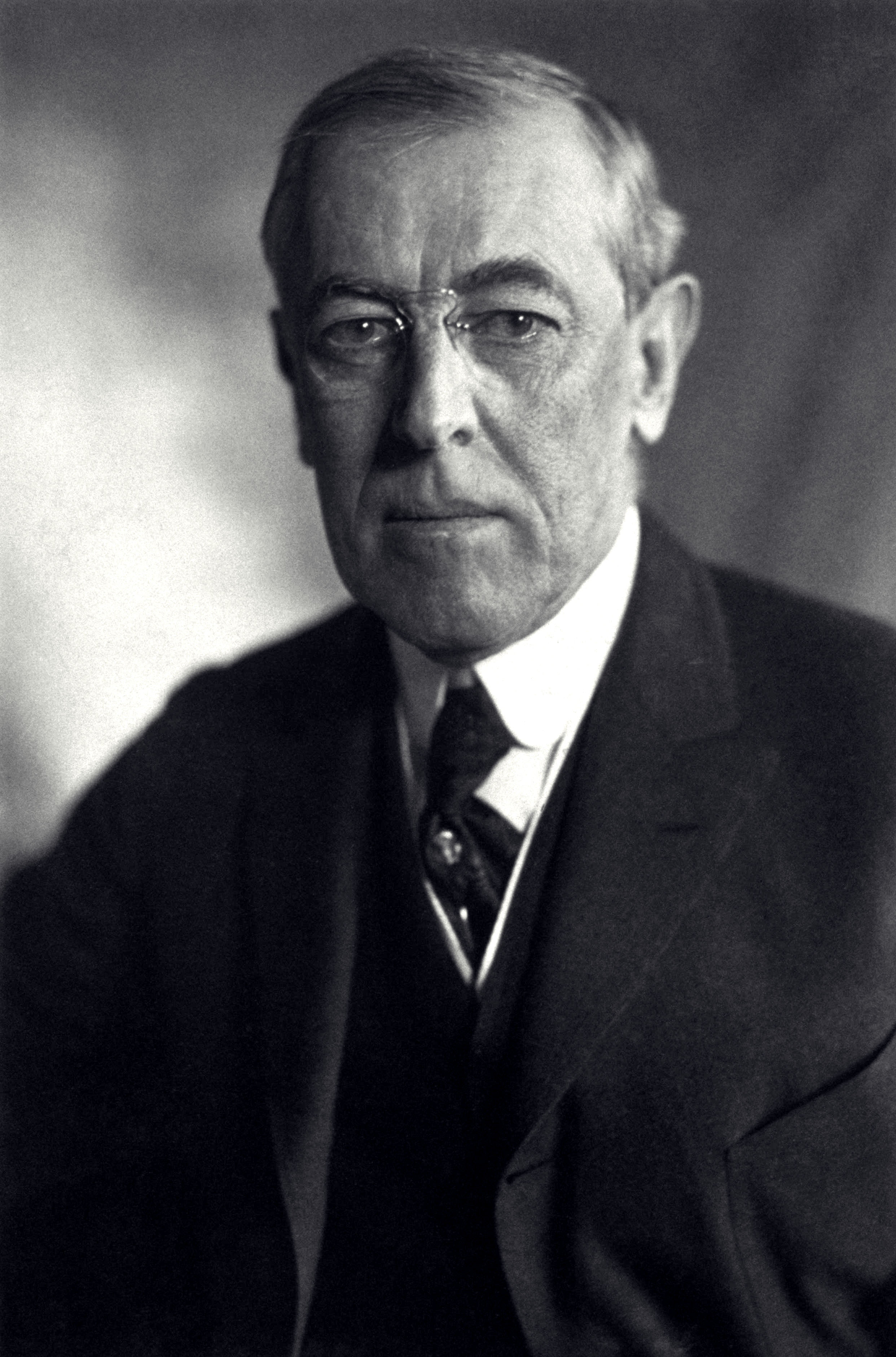
Woodrow Wilson, USA:s president 1913-1921.

Woodrow Wilson var USA:s president från 1913, och hade strax före först världskrigets utbrott reformerat tulltarifferna, skärpt antitrustlagstiftningen och reformerat bankväsendet genom att skapa Federal Reserve System.
Arbetsmarknaden oroades åren 1913—1917 av ett stort antal omfattande strejker. Hösten 1916 hotade en allmän järnvägsstrejk, som emellertid avvärjdes genom Wilsons ingripande. En för järnvägsmännen gynnsam arbetstidslagstiftning, Adamson Act (uppkallad efter kongressledamoten William C. Adamson), antogs 1916. Den innebar åtta timmars arbetstid med i lagen reglerad övertidsbetalning.
Nya restriktiva invandringsbestämmelser antogs av kongressen, men föll på presidentens veto 1915. De genomdrevs i februari 1917 trots ett förnyat veto och gick bland annat ut på att införa ett kunskapsprov (literary test) samt utestänga hinduiska, malajiska och andra orientaliska arbetare. Första världskriget innebar en betydande minskning av invandringen från Europa. 
Ett politiskt och finansiellt amerikanskt protektorat upprättades genom ett fördrag 1916 inom republiken Haiti och 1916 ställdes Dominikanska republiken under amerikansk militärförvaltning, som först 1922 avlöstes av ett inhemskt styre, dock med bibehållande av USA:s dominerande inflytande. Den amerikanska maktställningen i Västindien stärktes ytterligare genom inköpet 1916 av Dansk-västindiska öarna som därefter fick namnet Amerikanska Jungfruöarna.

## USA under första världskriget 1914–1917 och neutralitetspolitiken
Vid första världskrigets utbrott avgav Wilson omedelbart en neutralitetsförklaring 4 augusti 1914, dagen därpå följt av ett erbjudande om USA:s 
stöd för att återställa freden, direkt eller i framtiden. Han försökte även, dock utan framgång, att förmå de krigförande att ömsesidigt tillämpa Londondeklarationens regler rörande sjökriget och inskärpte några dagar senare i en vädjan till alla amerikaner deras plikt "att vara neutrala i handling likaväl som till namnet".
USA protesterade mot den tyska proklamationen 4 februari 1915 om en krigszon till sjöss, vilket blev inledningen till ubåtskriget. USA protesterade även mot den brittiska regeringens "order in council" 15 mars 1915 om förnekande av en antal sedvanliga neutrala rättigheter, syftande till att införa en blockad. Tyska krav på amerikanskt förbud mot vapenexport, som endast ansågs gynna Tysklands fiender som då behärskade havet, bemötte Wilson 21 april 1915 med en förklaring, att förändringar under pågående krig av USA:s neutralitetsregler skulle innebära en kränkning av neutraliteten om de berörde de krigförande parterna olika. I praktiken verkade de amerikanska neutralitetsbestämmelserna mycket ojämnt, och var nästan helt till fördel för Ententen.

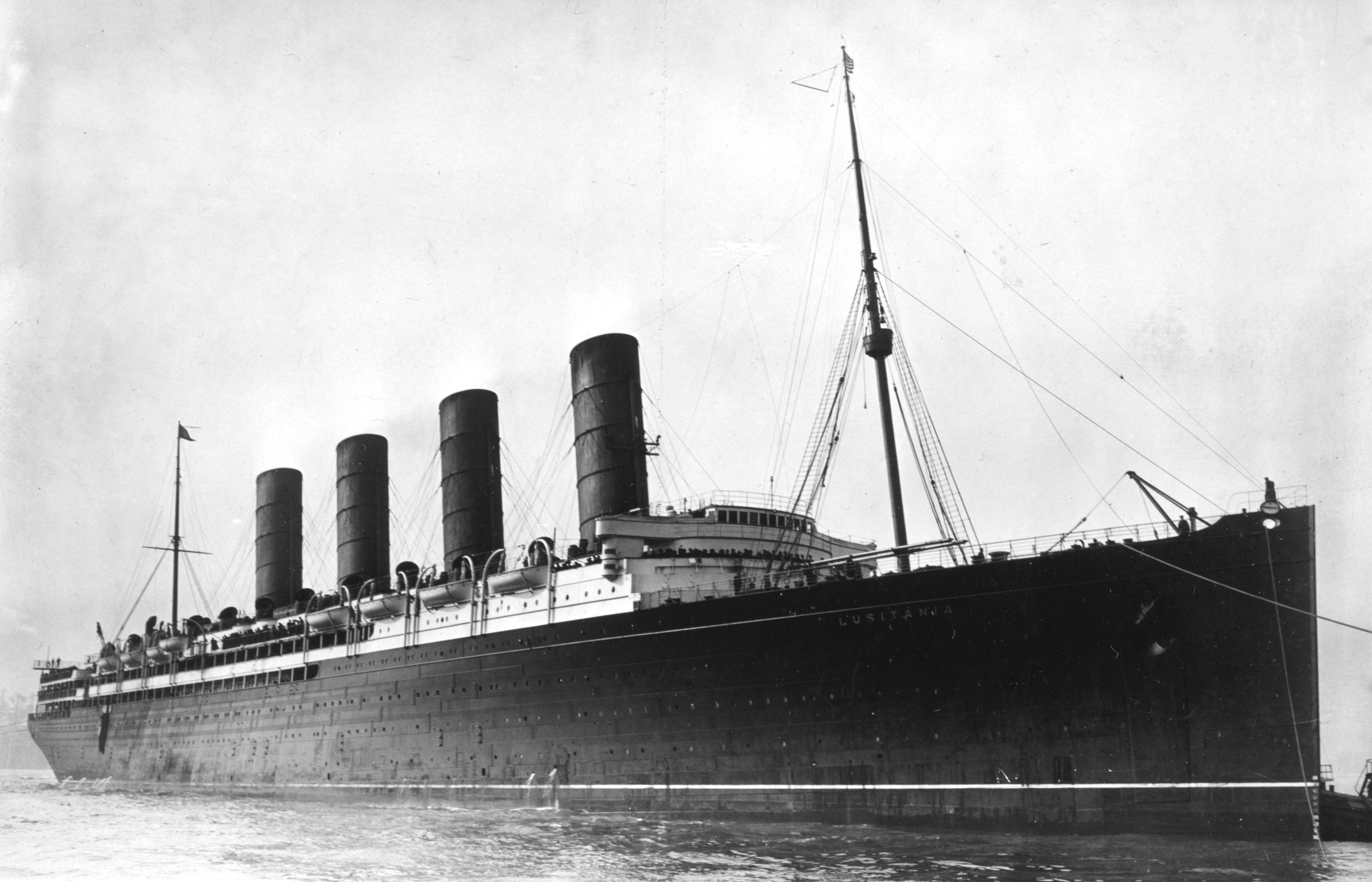
Ångaren RMS Lusitania.

Det tyska ubåtskriget ledde till en rad av svåra konflikter och omfattande notväxlingar mellan Washington och Berlin från sänkningen av den engelska ångaren Lusitania utan varning 7 maj 1915, då 124 amerikanska medborgare dödades. Även i sänkningen av Arabic 26 augusti 1915 omkom amerikaner. Stark spänning mellan USA och Centralmakterna framkallades också av att tyska agenter anbringande sprängämnen på ammunitionslastade amerikanska fartyg och framkallande strejker vid amerikanska ammunitionsfabriker. Notväxlingen pågick fram till Tysklands proklamering av det oinskränkta ubåtskriget 31 januari 1917, som kort därefter ledde till USA:s inträde i kriget. I hela denna notväxlingskrig, som formellt fördes av USA:s utrikesminister (William Jennings Bryan till 8 juni 1915, därefter Robert Lansing), tog Wilson personligen aktiv del, och till de viktigaste amerikanska diplomatiska dokumenten skrev han själv utkasten. Möjligheten att USA skulle behöva ingripa i kriget blev i samband med detta allt klarare för honom, och därför uppmanade han i sina offentliga uttalanden allt oftare till att förstärka USA:s armé och flotta.

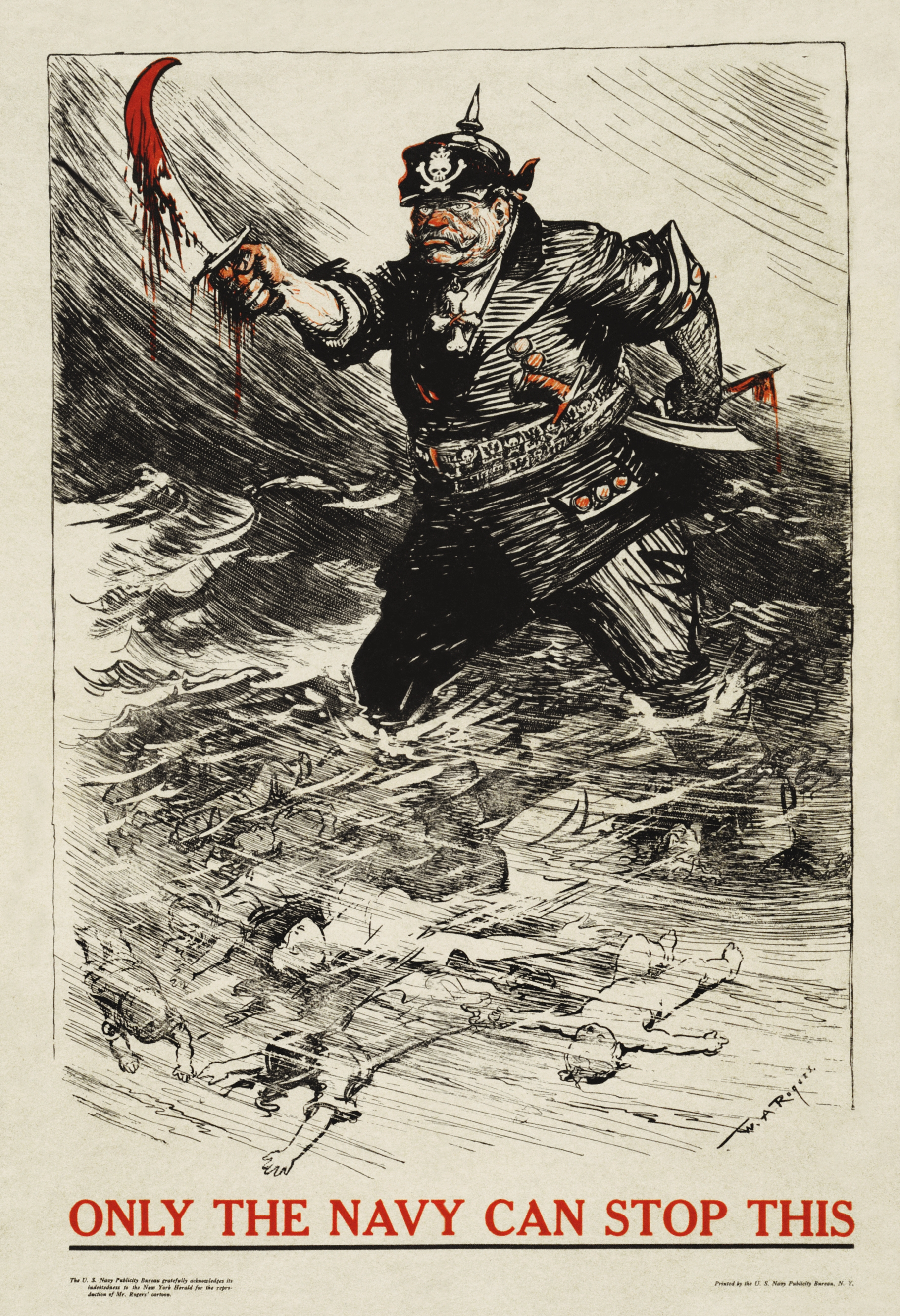
"Enbart flottan kan stoppa detta" - en rekryteringsaffisch till USA:s flotta från 1917 illustreras av en blodtörstig tysk kejsare och drunknade barn.

Samtidigt försökte Wilson göra amerikanerna bekanta med uppfattningen, att USA:s ingripande, vare sig det genom medling eller genom medverkan i krigföringen, inte enbart skulle avse hävdandet av amerikanska intressen, till exempel i fråga om havens frihet. Syftet skulle även vara tryggandet av en helt ny mellanfolklig rättsordning, i vars framtida upprätthållande USA borde förpliktiga sig att delta som aktiv medlem av en universell association av nationer. Denna folkförbundstanke framförde Wilson för första gången i ett tal i fredsföreningen League to Enforce Peace i Washington 27 maj 1916, och den återkom i hans flesta tal under presidentvalskampanjen hösten 1916. Wilson återvaldes till president 7 november 1916 med rätt knapp majoritet, 276 elektorsröster från 30 stater mot 255 från 18 stater för den republikanske motkandidaten Charles Evans Hughes. "Han höll oss utanför kriget" var ett av de oftast använda och mest effektiva argumenten i Wilsons valkampanj.
Det tyska proklamerandet 31 januari 1917 av oinskränkt ubåtskrig från dagen efter uppfattades av Wilson som ett löftesbrott och gav hans politik i fråga om de krigförande helt ny riktning, och fick USA att gå med i kriget mot Tyskland. Wilson svarade omedelbart, 3 februari 1917, med att avbryta de diplomatiska förbindelserna och försökte genom en cirkulärnot 4 februari förmå samtliga övriga neutrala stater att ansluta sig till USA:s åtgärd. De europeiska neutrala länderna var inte intresserade av detta, dock följde ett stort antal utomeuropeiska stater USA:s linje. Ytterligare ett steg närmare kriget tog Wilson 12 mars genom bemyndigandet för amerikanska handelsfartygs befälhavare att beväpna sina fartyg för att kunna avvärja ubåtsanfall.

## USA:s deltagande i första världskriget 1917–1918
I ett tal till kongressen 2 april 1917 yrkade Wilson på beslut att gå med i kriget med motiveringen att Tysklands oinskränkta ubåtskrig var liktydigt med krig mot USA. Som USA:s syfte med krigsmedverkan angav han bland annat "att göra världen trygg för demokratin". Kongressresolutionen antogs och följdes 6 april 1917 av proklamation om krigstillstånd. Denna krigsförklaring mot Tyskland fick dess bundsförvanter Österrike-Ungern (8 april) och Turkiet (20 april) att avbryta de diplomatiska förbindelserna med USA, men med Bulgarien förekom ingen motsvarande diplomatisk brytning.
Allians med de mot Tyskland allierade makterna undvek Wilson principiellt att ingå, men USA:s insatser i kriget gjordes under nära samverkan med dem och gav dem ett avgörande effektivt stöd både militärt och i form av penninglån och varuleveranser.
Wilson drev energiskt på den amerikanska upprustningen och höll flammande krigstal. I sitt svar (30 augusti 1917) på påvens fredsnot betecknade han varje hållfast uppgörelse som omöjlig med "Tysklands nuvarande styresmän". USA förklarade även krig mot Österrike-Ungern 7 december 1917 med motiveringen, att landet "ej var sin egen herre, utan helt enkelt Tysklands vasall".
USA:s medverkan i sjökriget innebar att rollerna mellan de tyska ubåtarna och ententens fartyg blev de omvända från vintern 1917/1918, med handelsfartygen som lockbetet och ubåtarna de som blev jagade.

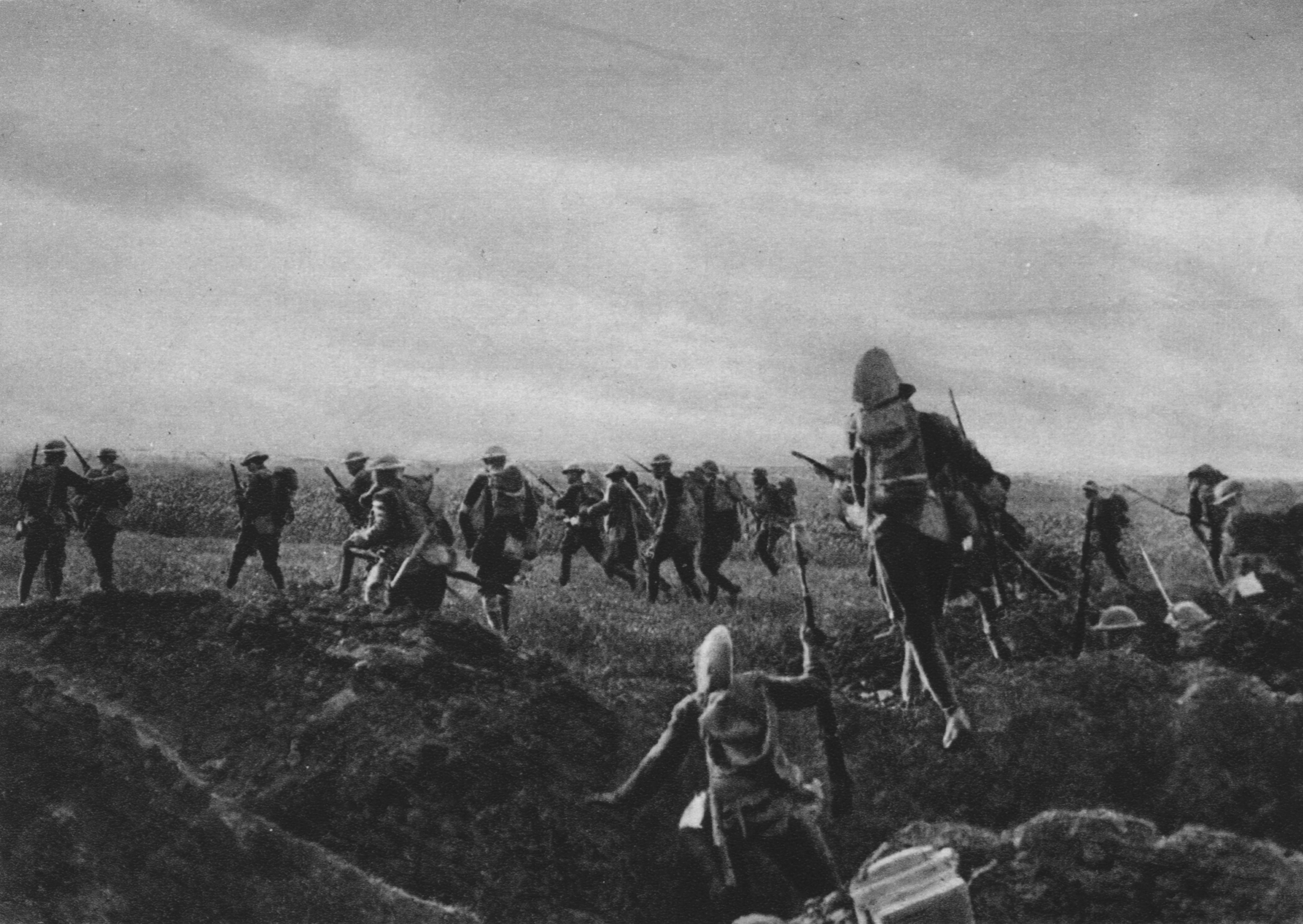
Amerikanska trupper rycker fram i Cantigny i maj 1918.

Den amerikanska trupptillförseln till Europa tog fart under början av 1918. Amerikanska förband om sammanlagt 360 000 man deltog i slagen 1918 vid Somme, Marne och Vesle. I september översteg de amerikanska trupperna 1,5 miljon man och i november uppgick de till 2 miljoner, varav 1,2 miljoner vid fronten och 800 000 i reserv.

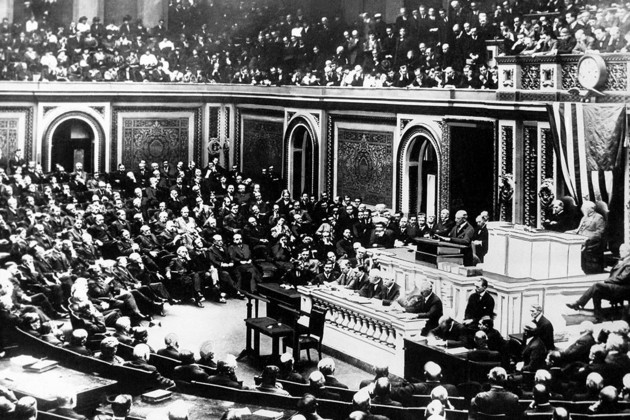
Woodrow Wilson redogör för sina fjorton punkter för kongressen 8 januari 1918.

Då centralmakternas förhandlingar i Brest-Litovsk med den ryska sovjetrepubliken i januari 1918 tycktes vara på väg att stranda och kravet på klargörande av de krigförande makternas krigsmål med styrka upptagits på ryskt håll, angav Wilson i ett stort tal inför kongressen 8 januari 1918 sitt program för världsfreden, sammanfattat i de kända fjorton punkterna. Det centrala innehållet i hans punkter gällde havens frihet, nationernas förbund, rustningarnas begränsning, nationell självbestämninganderätt, öppen diplomati och jämlikhet i handelsvillkor mellan alla nationer. Sedan detta program, som även skisserade territoriella fredsvillkor, antagits av Tyskland, Österrike-Ungern och Turkiet vid deras anhållan om vapenvila (5–6 oktober 1918), följde en notväxling med Tyskland, där Wilson med växande tydlighet angav avsättning eller abdikation av kejsar Vilhelm II som en förutsättning för fredsuppgörelse. Tidigare utfästelser om Österrike-Ungerns reorganisation på grundvalen av nationell autonomi återtog Wilson i en not av 18 oktober med hänvisning till de löften om oberoende som USA då hade utfärdat åt Tjeckoslovakien och Jugoslavien, som ingick i Österrike-Ungern. Wilson meddelade 5 november 1918 den tyska regeringen, att han inhämtat skriftlig förklaring från de allierade om deras villighet att sluta fred med Tyskland på Wilsons grundvalen, dock med två viktiga ändringar, nämligen strykning av programpunkten "havens frihet" och tillägg av ett krav på Tyskland att ersätta den skada landet vållat de allierades civila befolkning genom sina krigshandlingar. Tyskland nedlade därefter vapen genom stilleståndsfördraget av 11 november 1918.